# La Rose de la mer
La Rose de la mer est un roman de Paul Vialar publié en 1939 aux éditions Denoël et ayant reçu la même année le prix Femina.

## Éditions
- La Rose de la mer, éditions Denoël, 1939.
- Édition illustrée de 28 pointes-sèches du peintre et illustrateur Paul-Louis Guilbert, 1952 (édition réalisée aux dépens de l'illustrateur).